# Brahinka
Die Brahinka (belarussisch und ukrainisch Брагінка, russisch Брагинка Braginka) ist ein linker Nebenfluss des Prypjat in Belarus und der Ukraine.
Der Fluss hat eine Länge von 179 Kilometern, beginnt nordwestlich von Brahin im Rajon Chojniki und durchfließt die Homelskaja Woblasz. Nach dem Grenzübertritt fließt er in den Prypjat, welcher kurz darauf in den zum Kiewer Meer angestauten Dnepr mündet. Teilweise befindet er sich in der Sperrzone um das Kernkraftwerk Tschernobyl.

## Sonstiges
Die Erzählung Kortschma na Brahinzi von Konstantin Georgijewitsch Paustowski spielt auf oder an dem Fluss.